# Хайыракан (Улуг-Хемский кожуун)
Хайыракан (тув. Хайыракан) — село в Улуг-Хемского кожууне Республики Тыва. Административный центр и единственный населённый пункт Хайыраканского сумона. Население 1868 человек (2007), 2368 (2013)

## География
Село находится у реки Верхний Енисей.
К селу административно относятся местечки (населённые пункты без статуса поселения): м. Ак-Хая, м. Алдыы-Борбак-Арыг, м. Алдыы-Кыйыг, м. Бак-Кара-Суг, м. Бел, м. Белдир-Даг, м. Биче-Ужар, м. Борбак-Арыг, м. Даштыг-Кожагар, м. Даштыг-Хавак, м. Демир-Суг, м. Доора-Хову, м. Дунгурлуг-Куржаангы, м. Калбак-Одек, м. Коъш-Тал, м. Кускун-Баары, м. Сенек, м. Тараа-Ховузу, м. Улуг-Даг, м. Улуг-ужар, м. Устуу-Кыйыг, м. Ханы-Чоога-Аксы, м. Хая-Баары, м. Чаттыг-Хая, м. Ченек, м. Чиндиннээш, м. Шиви-Аразы, м. Ыргайты, м. Эъжим-Аксы, м. Ээр-Терек.
Уличная сеть
ул. Адыг-Тюлюш, ул. Деражно, ул. Донгур-Кызыл, ул. Дыртык-Оола, ул. Кечил-Оола, ул. Кускелдей, ул. Малчын, ул. Мира, ул. Монгул-оол, ул. Мугур, ул. Набережная, ул. Октябрьская, ул. Сенек, ул. Сергея Бюрбю, ул. Хемчик-Оола, ул. Чулдум, ул. Шойдун, ул. Эл-Бажы, ул. Энергетиков, ул. Эъжим.
Географическое положение
Расстояние до:
- районного центра Шагонар: 15 км.
- столицы республики Кызыл: 92 км.

Ближайшие населённые пункты
Алдыы-Шинаа (12 км), Ийи-Тал (14 км), Шагонар (15 км), Кок-Чыраа (20 км), Чодураа (27 км), Баян-Кол 28 км
климат
Хайыракан, как и весь Улуг-Хемский кожуун, приравнен к районам Крайнего Севера.

## Население
| 2002  | 2010  | 2011  | 2012  | 2013  | 2014  | 2015  |
| ----- | ----- | ----- | ----- | ----- | ----- | ----- |
| 1777  | ↗1872 | ↘1863 | ↘1819 | ↘1793 | ↘1765 | ↗1766 |
| 2016  | 2017  | 2018  | 2019  | 2020  | 2021  |       |
| ↘1743 | ↗1753 | ↗1755 | ↗1781 | ↗1788 | ↗1806 |       |

Национальный состав
Согласно результатам переписи 2002 года, в национальной структуре населения тувинцы составляли 98 %

## Инфраструктура
отделение почтовой связи села Хайыракан (ул. Кускелдей, 25)
административная деятельность
- Администрация села Хайыракан;
- Администрация Хайыраканского сумона

## Транспорт
Проходит автотрасса Р257 Енисей.